# Cozzano
Cozzano är en kommun i departementet Corse-du-Sud på ön Korsika i Frankrike. Kommunen ligger i kantonen Zicavo som tillhör arrondissementet Ajaccio. År 2022 hade Cozzano 281 invånare.

## Befolkningsutveckling
Antalet invånare i kommunen Cozzano
Referens:INSEE